# 고양이 천식
고양이 천식은 고양이에게 흔한 알레르기 호흡기 질환으로 전 세계 모든 성묘 중 적어도 1%가 영향을 받는다. 그것은 치료법이 없는 만성 진행성 질환이다. 일반적인 증상으로는 천식, 기침, 호흡곤란, 잠재적으로 생명을 위협하는 기관지 수축 등이 있다. 산업 오염 물질에 대한 노출 증가로 인해 그 질병이 더 흔해졌다는 추측이 있다. 고양이 천식은 또한 간접 흡연에 장기간 노출되어 발생하는 폐 손상으로 인해 발생할 수 있다.

## 같이 보기
- 천식